# Студена (Перницька область)
Студе́на (болг. Студена) — село в Перницькій області Болгарії. Входить до складу общини Перник.

## Населення
За даними перепису населення 2011 року у селі проживали 1819 осіб, з них 1748 осіб (99,9%) — болгари.
Розподіл населення за віком у 2011 році:
Динаміка населення: